# Città di Wakefield
La città di Wakefield è un distretto metropolitano con titolo di città del West Yorkshire, Inghilterra, Regno Unito, con sede nella città omonima. Raggruppa le cosiddette Five Towns di Normanton, Pontefract, Featherstone, Castleford e Knottingley, oltre ad altri centri come Ossett, Hemsworth, South Kirkby & Moorthorpe e South Elmsall. Il diploma di città fu accordato a Wakefield nel 1888.
Il distretto fu creato con il Local Government Act 1972, il 1º aprile 1974 dalla fusione del county borough di Wakefield con i municipal borough di Castleford, Ossett e Pontefract, i distretti urbani di Featherstone, Hemsworth, Horbury, Knottingley, Normanton e Stanley, il distretto rurale di Wakefield e parte del distretto rurale di Hemsworth e del distretto rurale di Osgoldcross.

## Parrocchie civili
- Ackworth
- Badsworth
- Chevet
- Crigglestone
- Crofton
- Darrington
- East Hardwick
- Featherstone
- Havercroft with Cold Hiendley
- Hemsworth
- Hessle and Hill Top
- Huntwick with Foulby and Nostell
- Newland with Woodhouse Moor
- Normanton
- North Elmsall
- Notton
- Ryhill
- Sharlston
- Sitlington
- South Elmsall
- South Hiendley
- South Kirkby and Moorthorpe
- Thorpe Audlin
- Upton
- Walton
- Warmfield cum Heath
- West Bretton
- West Hardwick
- Wintersett
- Woolley